# Игрушки для взрослых
«Игру́шки для взро́слых» (англ. The Happytime Murders) — комедия режиссёра Брайана Хенсона (сына Джима Хенсона — создателя «Маппет-шоу») и сценариста Тодда Бергера. В главных ролях — номинантка на «Оскар» Мелисса Маккарти («Девичник в Вегасе», «Копы в юбках»), Майя Рудольф, Элизабет Бэнкс («Голодные игры», «Клиника»), Джоэл Макхейл и др.

## Сюжет
Действие фильма происходит в Лос-Анджелесе. Много лет назад Фил Филипс работал полицейским, теперь же он частный детектив. А ещё Фил - мягкая игрушка. Но это никого не удивляет, ведь в его мире все мягкие игрушки живые и живут бок о бок с людьми. Хотя этот факт далеко не всем нравится. Игрушек угнетают везде, где бы они не пошли, у них практически нет реальных прав в мире людей, и только Фил готов защищать собратьев, когда у них случается беда. Причём, иногда приходится вставать на защиту с кулаками. Филипс не будет долго раздумывать, прежде чем вломить очередному зарвавшемуся человеку.  
За годы работы Фил смог открыть небольшую контору и нанять секретаршу Бабблс. Дела идут не шатко, не валко, но всё же он оплачивает счета и даже хватает на выпивку. Вот и сейчас подвернулось выгодное дело, за которое готова заплатить Сандра Уайт. Эта куколка, по её собственному признанию, "слаба на передок" и не хочет, чтобы об этом знали её друзья и родные. Но некто решил рассказать об этом всем, и за своё молчание аноним просит 350 000 долларов. Таких денег у Сандры, понятное дело, нет, поэтому она хочет, чтобы детектив Филипс разобрался с проблемой. Получив аванс, Фил берётся за работу. Буква «P» в анонимном письме злодея кажется ему знакомой. Он видел такую же в порнографическом журнале, который можно купить у его приятеля Винни. В подсобке своего магазина он снимает фильмы для взрослых с участием осьминога и коровы, однако Фил пришёл к нему не за этим. Он сравнивает букву из письма с буквой из журнала «Плюшевые пупсики» и понимает, что шантажист - клиент Винни. Фил просит приятеля показать список покупателей «Плюшевых пупсиков» и Винни отправляет его в свой кабинет, который находится за кинозалом. По дороге Фил встречает своего старого знакомого зайца Бамбли. Когда-то он был звездой шоу из 90-х «Наша компаша», а теперь он ошивается в магазинах товаров для взрослых. Пока Фил ищет нужный журнал в офисе Винни, в магазин заходит неизвестный в чёрном костюме и перестреливает всех, кто был внутри, включая Винни, Бамбли и корову с осьминогом. Фил не слышал выстрелов из-за шума в кинозале, а вернувшись, он очень сильно пугается, но всё же собирается с мыслями и вызывает полицию. 
Приезжает детектив Конни Эдвардс, которая была напарницей Фила, когда он служил в полиции. Они расстались не очень хорошо и до сих пор не могут терпеть друг друга. Конни была бы рада арестовать Фила, ведь он оказался единственным, кто выжил в перестрелке, что выглядело подозрительно. Однако бывший босс Фила, лейтенант Бэннинг, отпустил его.
Тем временем шоу «Наша компаша» собираются вернуть на телевидение. В нём снимался и брат Фила, Ларри. На деньги, полученные за съёмки в шоу, он даже сделал операцию по отбеливанию и изменению формы носа, чем раздосадовал Фила. Ларри рад возвращению шоу на ТВ, ведь все участники получат хорошие деньги, и он сможет расплатиться с кредиторами. Фил встретился с ним, чтобы поговорить об убийстве Бамбли, но Ларри не волнуют такие пустяки. 
Вечером Фил принимается накачивать свои синтепоновые внутренности алкоголем. Бабблс приглашает его провести вечер вместе, но Фил отказывается. Он не замечает, что нравится Бабблс. А вот Ларри проводит время в компании девушки-человека, несмотря на то, что он сам является игрушкой. Он показывает ей старые записи со съёмок шоу, где участвовали Конни и Фил. У его брата в те годы была интрижка с Дженни, единственной актрисой-человеком в «Нашей компаше». Отправив подружку смешивать напитки, Ларри остаётся в джакузи один. В этот момент кто-то впускает в его дом двух злых собак и те разрывают телезвезду в клочья. Когда Фил приехал на место преступления, здесь уже была Конни. Она не сразу узнала Ларри и допускает неосторожное высказывание, за что и отправляется в джакузи после того, как Фил на неё накинулся. После этой драки лейтенант Бэннинг сообщает обоим, что хочет привлечь Фила в качестве консультанта, однако работать ему придётся с Конни, от чего они оба не в восторге. 
Бывшие напарники едут к продюсеру шоу «Наша компаша», ведь погибли уже два участника этой передачи. Продюсер оказался тем ещё расистом, поэтому Фил без угрызений совести вырубает его металлическим шаром, чтобы незаметно взять контракт, который предлагали актёрам из шоу. Согласно этому документу, 7 исполнителей главных ролей получают за своё возвращение 10 000 000 долларов. В случае смерти актёра доля переходит к супругу, а если его нет, то долю умершего делят между оставшимися актёрами. Напарники сразу понимают, что убийца - один из актёров, ведь после смерти остальных героев шоу он получит все деньги. Чтобы проверить эту зацепку, Фил и Конни едут к ещё одному участнику шоу, Лайлу. Он живёт в гетто и промышляет незаконными делами. В его убежище закрыт вход живым людям, но Фил открывает небольшой секрет Конни: после ранения ей пересадили печень от куклы, и получается, что она не 100%-ный человек. Чтобы проверить это, Лайл предлагает Конни кукольный наркотик, от которого человек может впасть в диабетическую кому, однако на неё порошок действует также, как и на кукол, а значит при ней можно вести дела. Конни усаживается играть в карты, а Фил и Лайл идут поговорить. В этот момент к ним подъезжает машина и из неё открывают огонь. Лайл погибает, а злодеи уезжают. Пока шла перестрелка, Конни избила дружков Лайла, которые грубо отзывались о женщинах, а затем нюхнула ещё порошка.
Когда Фил возвращается в офис, там его ждёт красотка Сандра. С этими убийствами он совсем забыл о её деле, поэтому Сандра решает поднять его энтузиазм и заставить попотеть над своим телом. Пока они трутся друг об друга, в приёмную приходят лейтенант Бэннинг и агент Кэмпбелл из ФБР. В Федеральном бюро подозревают Фила, ведь он был на месте двух преступлений из трёх, но Фил не собирается сдаваться без боя. Он понимает, что если его арестуют, то загадку убийства Ларри ему не разгадать, поэтому он сбегает через окно. Пока Конни разыскивает ещё одного участника шоу, Гуфера, Фил навещает Дженни, которая теперь работает в стрип-клубе. После небольшого разговора он провожает девушку до машины, и когда она садится за руль, авто взрывается. В этот момент приезжает полиция и Филу приходится бежать со всех ног. Тем временем Конни находит Гуфера в наркопритоне. Этот тряпичный актёр окончательно сторчался, и когда Конни спрашивает его об убийствах, он смог только сказать что-то о жене, и что кто-то стал парой. Больше из него вытянуть не удалось ничего. 
Чтобы спрятать от полиции, Фил пробирается в квартиру Конни, пока она спит. В этом месте на него нахлынивают воспоминания. Он вспоминает тот день, когда кукла напала на Конни и угрожала ей пистолетом. Фил выстрелил в голову преступнику, но тот увернулся и пуля рикошетом попала в случайного прохожего. Его дочка оплакивала мужчину, пока Фил пытался спасти Конни. Она была ранена, поэтому пришлось везти её в кукольную больницу, где ей и пересадили ту печень, После этого инцидента игрушкам навсегда запретили служить в полиции.
Утром Конни узнаёт, что Гуфер стал очередной жертвой преступника. Его выловили из залива, отжали и отправили в морг. Конни рассказывает Филу, что Гуфер говорил что-то о супругах, и они решают, что речь об участниках шоу, Эзре и Каре. Чтобы проверить эту версию, напарники едут к ним. По дороге они вспоминают как им было хорошо, когда они вместе служили в полиции. В доме кузенов, которые теперь живут как муж и жена, напарники находят их недоразвитых детей. В одной из комнат были и сами супруги, но они были уже мертвы, а убийца сбегает. В этот момент приезжает полиция и ФБР. Они арестовывают Фила и отправляют в участок. Здесь уже давала показания Сандра: она говорит, что Фил сам признался, будто убил актёров из шоу «Наша компаша». Филипс пытается оправдаться, но его не слушают, ведь его ловили на месте почти каждого преступления и были показания Сандры. Из-за этого Конни выходит из себя и ввязывается в драку с агентом Кэмпбеллом, за что её отстраняют от дела.
Когда она решает, что помощи ждать неоткуда, к ней приходит Бабблс. Вдвоём они отправляются на квартиру Сандры и находят там потайную комнату, где было полно доказательств, что это она убила всех участников шоу. Однако Сандра оставила ловушку, из-за которой все доказательства сгорают. Зато Конни и Бабблс успели узнать в Сандре ту девочку, отца которой Фил случайно застрелил много лет назад. Они понимают, что она мстит за его смерть Филипсу. Не имея на руках доказательств, Конни решает взять Сандру с поличным, и для этого она собирается вытащить Фила из тюрьмы. Конни стреляет ему в руку, чтобы его увезли в больницу. По дороге она усыпляет санитара и водителя и угоняет машину скорой помощи. На ней они едут в аэропорт, из которого собирается улетать Сандра, и Фил пристёгивает Конни наручниками к рулю, чтобы она не рисковала собой. Фил хочет сам разобраться с преступницей. Здесь выясняется, что Сандра и Дженни были за одно. Они женаты и после смерти всех участников шоу Сандра забрала деньги. Вдобавок оказывается, что смерть Дженни была подстроена. Сандре удаётся обезоружить Фила и сдать его охране, при этом Дженни она тоже вырубает, ведь та хотела заступиться за Филипса. На помощь напарнику приходит Конни: она оторвала руль, к которому была пристёгнута, и избила этим рулём охрану. Осталось обезвредить Сандру, но эта куколка оказывается не так проста, как кажется. Она хватает Конни и приходится Филу спасать подругу. Он выстрелил и на этот раз не промазал: пуля угадила в голову красотки.
Когда приезжает полиция, Фила оправдывают. Он наконец понимает, что Бабблс хочет быть для него не просто секретаршей и приглашает её на свидание. За успешно проведённое расследование Фила восстанавливают в должности полицейского. Они с Конни снова становятся напарниками.

## В ролях
| Актёр              | Роль                   |
| ------------------ | ---------------------- |
| Мелисса Маккарти   | детектив Конни Эдвардс |
| Элизабет Бэнкс     | Дженни                 |
| Майя Рудольф       | Бабблс                 |
| Джоэл Макхейл      | агент Кэмпбелл         |
| Лесли Дэвид Бэйкер | лейтенант Бэннинг      |
| Майкл МакДональд   | Ронован Скаргл         |
| Митч Силпа         | Томми                  |
| Хемки Мадера       | Тито                   |
| Джимми О. Ян       | офицер Дэланси         |
| Райан Гол          | офицер Миллиган        |
| Фортун Феймстер    | Робин                  |
| Бенджамин Фальконе | Донни                  |

## Производство
В 2008 году было объявлено, что проект находится в разработке у компании The Jim Henson Company, однако спустя 2 года производством «Игрушек для взрослых» занялась компания Lionsgate . Изначально предполагалось, что главную роль в фильме исполнит Кэмерон Диаз, но Диаз выбыла из проекта. Начались переговоры с Кэтрин Хайгл.
В июле 2015 года было анонсировано, что права на картину перешли компании STX Entertainment . В апреле 2016 года Джейми Фокс изъявил желание сыграть главную мужскую роль в фильме. В мае 2017 года Мелисса Маккарти подписала контракт с компанией STX Entertainment , обязавшись исполнить главную роль в «Игрушках для взрослых». Также актриса внесла незначительные изменения в сценарий. В августе к касту фильма присоединилась Майя Рудольф, а в сентябре — Элизабет Бэнкс и Джоэл Макхейл.
Съемки картины начались в Лос-Анджелесе (Калифорния) 11 сентября 2017 года.

## Интересные факты
- Режиссёр фильма Брайан Хенсон, сын легендарного Джима Хенсона, создателя «Маппет-шоу», также сыграл в картине роль краба, который живёт в мусорном баке[10].
- Мелисса Маккарти играет детектива полиции Лос-Анджелеса, у которой есть секрет: она ведёт непримиримую борьбу с пагубной зависимостью – пристрастием к сладкому. Её квартира завалена обёртками от конфет, а холодильник забит кленовым сиропом, который она употребляет стаканами[10].
- В фильме более 125 уникальных марионеток. На съёмочной площадке всегда присутствовало около 25 кукол. С каждой работало минимум 3 кукловода[10].
- Главный герой – тряпичный детектив Фил Филипс. Для него было создано 8 пар рук, благодаря которым Фил мог курить, пить, а также держать оружие[10].